# 李龙云
李龙云（1948年—2012年8月6日），北京人，中国剧作家。

## 生平
1968年起在黑龙江历经北大荒生活十年；其间，1970年始作诗，1972年冬发表处女作组诗《风雨楼中的歌》，之后写剧本。1978年入黑龙江大学中文系。同年创作《有这样一个小院》，在北京公演，引起争议，为戏剧家陈白尘赏识。经报南京大学校长匡亚明特许，1979年破格录取入南大中文系，师从陈白尘等人。此间创作《小井胡同》，1981年获南京大学文学硕士学位。毕业后在北京人民艺术剧院任专职剧作家，2002年转往中国国家话剧院。
1988年被美国沃特福尔市授予荣誉市民称号。20世纪末被评为“当代中国最有潜力的剧作家”。因剧作公演颇受青睐，2002年的中国话剧被称为“李龙云年”。

## 主要剧作
- 《有这样一个小院》
- 《小井胡同》
- 《这里不远是圆明园》
- 《荒原与人》
- 《正红旗下》
- 《万家灯火》
- 《叫我一声哥，我会泪落如雨》
- 《瑞雪飘飘》